# Дударова, Вероника Борисовна
Верони́ка Бори́совна Дуда́рова (осет. Дудараты Барисы чызг Вероникæ; 5 декабря 1916, Баку — 15 января 2009, Москва) — советский и российский дирижёр. Главный дирижёр и художественный руководитель Московского государственного симфонического оркестра в 1960—1989 гг. и Симфонического оркестра России в 1991—2009 гг.
Народная артистка СССР (1977). Лауреат Государственной премии РСФСР им. Глинки (1980). Вошла в книгу рекордов Гиннесса как единственная женщина, возглавлявшая крупные симфонические оркестры более 50 лет.

## Биография

### Семья и ранние годы
Родилась 22 ноября (5 декабря) 1916 в Баку (ныне — в Азербайджане), в осетинской семье из аристократического рода Дударовых. До крещения она носила имя Малексима. Отец Вероники Асламбек Камбулатович Дударов служил инженером нефтяного промысла. Как и мать Елена Даниловна (в девичестве Тускаева), он обладал развитым слухом и увлекался музыкой. Как и её сёстры Тамара и Амахтан, Вероника Дударова первое музыкальное образование получила в семье. Уже в три года она подбирала мелодии на рояле на слух. В возрасте 6 лет Дударова начала учиться игре на фортепиано в детской музыкальной школе для одарённых детей при Бакинской консерватории.
По воспоминаниям Дударовой, любовь к дирижёрскому искусству привил ей венгерский дирижёр Стефан Штрассер, который приезжал в Баку на симфонические сезоны. Штрассер собрал одарённых детей-музыкантов и занимался с ними теорией музыки, в их числе была и юная Вероника.
В начале 1930-х отец Дударовой был репрессирован как «враг народа», две старшие сестры умерли. В 1933-м Вероника с матерью переехала в Ленинград. Чтобы история семьи не сказалась на будущем Вероники, мать поменяла ей отчество на «Борисовна».

### Обучение
В 1933—1937 годах Дударова училась в музыкальном училище при Ленинградской консерватории (ныне Санкт-Петербургский музыкальный колледж имени Н. А. Римского-Корсакова) по классу фортепиано у Павла Серебрякова. В 1937 году Дударова с матерью переехали в Москву. Здесь она выступала как пианист-концертмейстер и училась у Бориса Берлина на подготовительном отделении Московской консерватории. Через год Берлин порекомендовал ей поступать на дирижёрский факультет Московской консерватории.
В 1939 году Дударова держала экзамены в Московскую консерваторию на факультет дирижирования. Профессия дирижёра считалась исключительно мужской, и появление Дударовой было неожиданным для членов приёмной комиссии, в которой заседали Лео Гинзбург, Григорий Столяров, Лев Штейнберг, и другие мэтры. Биографы Дударовой часто цитируют её ответ на вопрос комиссии, почему она решила стать дирижёром: «Потому что я не помещаюсь на фортепиано. Я слышу музыку только симфонического оркестра». Успешно поступив, она училась в консерватории до 1947 года в классах Гинзбурга и Николая Аносова.

### Начало карьеры
В 1941-м году Дударова вышла замуж за шахматиста Бориса Вайнштейна, а в 1943 родила ему сына Михаила. Семья не уезжала в эвакуацию, Вайнштейн работал в Главоборонстрое. По воспоминаниям Михаила Вайнштейна, за неделю до победы его отца ранило в Штетине. После войны Вероника Дударова получила медаль труженика тыла.
В 1944 году дебютировала как дирижёр Центрального детского театра в Москве, в 1945—1946 годах — работала дирижёром-ассистентом Оперной студии при Московской консерватории. В 1947 году Дударова стала вторым дирижёром Московского областного филармонического оркестра. Первые годы коллектив выступал преимущественно в городах и посёлках Московской области.
В 1959—1960 годах — заведующая кафедрой оркестрового дирижирования Института культуры, преподаватель по классу оперно-симфонического дирижирования музыкального училища им. Oктябрьской революции.
В 1960 году в рамках декады литературы и искусства Северо-Осетинской АССР в Москве Дударова работала над опереттой «Весенняя песня» и оперой Христофора Плиева «Коста» в Большом театре. В том же году Дударова возглавила Московский государственный академический симфонический оркестр как главный дирижёр и художественный руководитель, она проработала на этом посту до 1989 года.
В ноябре 1972 года Московский государственный симфонический оркестр под руководством Вероники Дударовой впервые выехал на зарубежные гастроли — в Польшу. Коллектив дал 9 концертов, в том числе выступил в Варшаве, и получил высокую оценку критиков и публики. Одним из самых успешных для оркестра стал 1977 год — за него Дударова обновила репертуар, подготовив 50 новых программ. 10 августа 1977-го Дударова получила звание Народной артистки СССР.
В 1979 году оркестр выехал на гастроли в ГДР, приняв участие в VII Международном фестивале современной музыки.
За годы управления оркестром Дударова исполнила и записала огромное количество произведений разного репертуара, от музыки барокко до современной симфонической. Осуществила первые записи произведений таких композиторов, как Г. Свиридов, А. Хачатурян, Т. Хренников, А. Эшпай, Р. Щедрин, М. Таривердиев, А. Шнитке, С. Губайдулина, Ш. Чалаев, А. Чайковский, З. Левиной, Д. Кривицкий, Е. Фирсова, Т. Чудова, А. Головин и др.
Сотрудничала с выдающимися исполнителями, среди которых В. Спиваков, Л. Коган, В. Гергиев, И. Козловский, Т. Синявская, М. Фёдорова, Т. Николаева, Н. Гутман, Л. Исакадзе, В. Крайнев, Г. Кремер, Т. Милашкина, М. Плетнев, В. Третьяков, А. Гаврилов, О. Каган, Г. Соколов и др.
Гастролировала в Чехословакии, Польше, Венгрии, Болгарии, Румынии, Югославии, Японии, Иране, Турции, Испании, Швеции, Норвегии, Мексике, Венесуэле, Панаме, Колумбии, Перу, Кубе.

### Симфонический оркестр России
В 1991 году Дударова создала Симфонический оркестр России, став его главным дирижёром и художественным руководителем. В начале 2003 года Дударова пригласила на должность главного дирижёра оркестра Павла Сорокина, но осталась художественным руководителем. После смерти Дударовой оркестр объединился с Российским национальным оркестром.
Дударова стояла у истоков ряда музыкальных фестивалей: им. П. Чайковского в Ижевске и Воткинске, им. М. Глинки — в Смоленске, им. С. Рахманинова — в Тамбове, им. Д. Шостаковича — в Волгограде, в фестивалях, концертах, конкурсах в Ростове-на-Дону, Иркутске, Костроме, Рязани, Владикавказе, Сочи, Калининграде, Иваново, Калуге и других городах.
В некоторых источниках Дударову называют первой в мире женщиной-дирижёром, что, однако, неверно: Надя Буланже дебютировала как дирижёр в 1912 году, Жанна Эврар возглавила собственный Парижский женский струнный оркестр в 1930-м. Тем не менее, Дударова была первой в СССР и вошла в Книгу рекордов Гиннесса как единственная женщина, более 50 лет работавшая с крупнейшими оркестрами.

### Смерть
Вероника Дударова скончалась 15 января 2009 года в Москве на 93-м году жизни. Похоронена на Троекуровском кладбище (уч. 7в). 12 ноября 2012 года состоялось открытие памятника на могиле (скульптор О. Цхурбаев).

### Оценки и воспоминания современников
Дударова вошла в историю как одна из трёх женщин, которые на протяжении десятилетий руководили крупными профессиональными симфоническими оркестрами. Её отличали несгибаемый характер, сила воли, высочайший профессионализм. Коллеги и журналисты отмечали её самобытную, экспрессивную манеру исполнения и способность тонко чувствовать музыку.
Дударова говорила, что «дирижёр должен быть тираном» и работала соответственно: современники называли ее «железной Вероникой» и «огненным дирижёром».

«Музыкант с ярким темпераментом и своеобразным творческим почерком. Об этом можно судить по интерпретации тех произведений, которые исполняет Московский симфонический оркестр… Дударову отличает горячее пристрастие к современной музыке, к произведениям советских композиторов. Но её симпатии широки: она любит Рахманинова, Скрябина и, конечно же, Чайковского, все симфонические произведения которого в репертуаре руководимого ею оркестра.»
— Тихон Хренников

«Несколькими репетициями Вероника Дударова пробудила и вдохновила исполнительский потенциал наших филармоников до высшего накала, извлекая из них максимальную выразительность и мастерство, доступное их силам. <…> Погружаясь в самую суть музыки Сергея Прокофьева, она была столь же гениальным, сколь и конгениальным интерпретатором».— Михайло Вукдрагович, действительный член Сербской академии наук и искусств

«Она как художник, который разбирает различные оттенки, чтобы запечатлеть свой замысел на холсте. Превосходный дирижёр!»
— 
«Куба», июль 1969)

«Само присутствие в зале Московского оркестра стало событием, особенно потому, что за пультом женский авторитет, сила и темперамент… Вероника Дударова ведет оркестр скрупулёзно, с полной отдачей своей профессии. Кисти её рук настолько отзываются на музыку, что, кажется, она ими вычерчивает мелодическую линию. Она не просто ведет, она контролирует каждый шаг, каждое движение по разложенной перед ней партитуре, чтобы ни одна деталь произведения не ускользнула от внимания, чтобы не было ни малейшей фальши. Наиболее ярко волевое начало дирижёрской палочки Дударовой проявилось в Шестой симфонии Шостаковича.»
— La Vanguardia, Барселона, 7 марта 1986
.
Коллеги Дударовой вспоминали курьёзный случай, когда дирижёр трижды увольняла за пьянство и прогулы тромбониста из своего оркестра, однако потом неизменно принимала его на работу, поскольку он проходил конкурсное прослушивание лучше других претендентов.
«Королевой бисов» Дударову прозвали после того, как в 1986 году в Мадриде «Болеро» Равеля по настоянию публики бисировали целиком.
В 1993 году Дударова гастролировала в Андорре. Во время одного из выступлений, под конец исполнения произведения, из-за свойственного ей темпераментного дирижирования, упала с дирижёрского пульта. Боясь создать паузу и помешать оркестру, она продолжила дирижировать лёжа до самого конца произведения.
В 1994 году, за 4 дня до юбилейного концерта в честь 220-летия присоединения Осетии к России и 210-летия основания Владикавказа, Дударова сломала ногу. Чтобы не отменять концерт, она попросила сделать обезболивание, сделать на сцене подставку для гипса и вынести её на сцену вместе с дирижёрским пультом до поднятия занавеса.

## Личная жизнь
В 1941 году Дударова вышла замуж за шахматиста Бориса Вайнштейна, в 1943-м у них родился сын Михаил. В 1950-м развелись.
Второй брак с композитором Юрием Владимировым длился с 1950 по 1961 год. Третьим мужем Дударовой стал учёный-биолог Гавриил Деборин, они поженились в 1963 и прожили вместе до его смерти в 1998 году.
В интервью 2006 года Дударова говорила, что у неё было 5 мужей.
Сын Дударовой Михаил Борисович Вайнштейн стал журналистом, главным редактором журнала «Московский ветеран».
В 2008 году Дударову обокрали, представившиеся соцработниками злоумышленницы похитили все награды дирижёра: ордена Октябрьской революции, «Знак Почёта», «За заслуги перед Отечеством» 2 и 3 степени, медали, фамильные драгоценности Дударовых.

## Награды и звания
- Заслуженный деятель искусств Северо-Осетинской АССР (1949)
- Заслуженный деятель искусств РСФСР (1958)
- Народная артистка РСФСР (1960)
- Народная артистка Удмуртской АССР (1964)
- Народная артистка СССР (1977)
- Народная артистка республики Северная Осетия — Алания (1996)
- Государственная премия РСФСР имени М. И. Глинки (1980) — за концертные программы 1977—1979 годов
- Государственная премия имени К. Хетагурова в области литературы и искусства(Республика Северная Осетия — Алания, 2001)
- Орден «За заслуги перед Отечеством» II степени (2006) — за выдающийся вклад в развитие отечественной музыкальной культуры и многолетнюю творческую деятельность[36]
- Орден «За заслуги перед Отечеством» III степени (1996) — за выдающийся вклад в развитие отечественной культуры[37]
- Орден Октябрьской Революции (1986)
- Орден «Знак Почёта» (1967)
- Благодарность Президента Российской Федерации (2001) — за большой вклад в развитие музыкального искусства[38]
- Медаль «Во Славу Осетии» (1996)
- Академик Международной академии творчества (1999)
- Почётный гражданин Буэнос-Айреса
- Почётный гражданин Владикавказа[33]

## Музыкальная деятельность

### В числе лучших исполнений
- Симфония «Манфред» П. Чайковского;
- Первый концерт для фортепиано с оркестром П. Чайковского;
- Месса си минор И. С. Баха;
- Stabat Mater Дж. Перголези;
- Реквием Дж. Верди;
- Кантата для хора и оркестра «Иоанн Дамаскин» С. Танеева;
- Реквием В. А. Моцарта;
- «Болеро» М. Равеля, которым В. Дударова дирижировала в день своего 90-летия[39];
- Симфония № 1 Т. Хренникова;
- «Курские песни», «Патетическая оратория» Г. Свиридова, а также симфонии Моцарта, Бетховена, Брамса, Чайковского, Рахманинова, Шостаковича, Мясковского, программные сочинения Р. Штрауса, Дебюсси, Гершвина;
- Первый концерт Н. Я. Чайкина для баяна с симфоническим оркестром.

### Музыка к кинофильмам
- Сорок первый
- Во власти золота
- Очередной рейс
- Звёздный мальчик
- Неповторимая весна
- Трудное счастье
- Идиот
- Произведение искусства
- 6 июля
- Похождения зубного врача
- Приезжайте на Байкал
- Дневные звёзды
- Нахалёнок
- Журавушка
- Огненные вёрсты
- Ход конём

## Память
- В честь Вероники Дударовой назван небольшой астероид (9737) Dudarova, открытый астрономом Л. Карачкиной в Крымской Астрофизической Обсерватории 29 сентября 1986 года[40].
- Организован Всероссийский конкурс дирижёров имени В. Б. Дударовой[41].
- 6 декабря 2017 года Веронике Дударовой был посвящён Google Doodle[22][40], нарисованный художником Джулианой Чен[6].

### Фильмы о Дударовой
- 1969 — «Интервью Вероники Дударовой», реж. Ирина Венжер;
- 1981 — «Одержимость», реж. Альберт Бзаров;
- 1984 — «Дирижёры», реж. Кристина Удофсон;
- 2005 — «Вероника Дударова», реж. Аслан Галазов[42].